# Marco Bizot
Marco Bizot (* 10. März 1991 in Hoorn) ist ein niederländischer Fußballtorwart. Er steht bei Aston Villa in England unter Vertrag und hatte einen Einsatz in der niederländischen Nationalmannschaft.

## Karriere

### Verein
Bizot begann mit dem Fußballspielen beim SV Westfriezen und wechselte später in das Nachwuchsleistungszentrum von Ajax Amsterdam. 2009 stieg er in die zweite Mannschaft „Jong Ajax“ auf und spielte später für den SC Cambuur sowie für den FC Groningen, ehe er sich 2014 in Belgien dem KRC Genk anschloss. In seinen drei Jahren in Genk platzierte er sich mit dem Verein stets im oberen Tabellendrittel und spielte in der Saison 2016/17 in der UEFA Europa League. Im Sommer 2017 kehrte Bizot in die Niederlande zurück und schloss sich AZ Alkmaar an. Sein Vertrag lief bis 2021. In seiner ersten Saison mit dem Verein qualifizierte er sich für die 2. Qualifikationsrunde zur UEFA Europa League, schied dort allerdings gegen FK Qairat Almaty aus. Ein Jahr später erreichte er dann das Sechzehntelfinale des Wettbewerbs, wo man dem Linzer ASK unterlag. Nach insgesamt 164 Pflichtspielen für den Verein wechselte der Torhüter im Sommer 2021 weiter zu Stade Brest in die französische Ligue 1. Im Sommer 2025 wechselte er nach England zu Aston Villa.

### Nationalmannschaft
Bizot bestritt sechs Partien für die niederländische U-19-Nationalmannschaft sowie zwei für die U-20-Auswahl.
Am 10. August 2011 absolvierte er bei der 0:3-Niederlage im Testspiel in Landskrona gegen die Schweden sein erstes Spiel für die niederländische U-21-Nationalmannschaft. Mit der U-21 nahm Bizot an der U-21-Fußball-Europameisterschaft 2013 teil und kam im Gruppenspiel gegen Spanien zu seinem einzigen Turniereinsatz. Für die niederländische U-21-Nationalmannschaft kam Bizot zu insgesamt sieben Einsätzen.
Im März 2018 wurde Bizot von Bondscoach Ronald Koeman mit seiner Nominierung für den vorläufigen Kader für die Testspiele gegen England und Portugal erstmals in die niederländische A-Nationalmannschaft eingeladen. Er schaffte es auch in den endgültigen Kader, wurde aber noch nicht eingesetzt. Am 11. November 2020 stand er in der Elftal im Länderspiel gegen Spanien, welches 1:1 ausging, erstmals im Tor.